# Riserva naturale integrale Lago Preola e Gorghi Tondi
La riserva naturale integrale Lago Preola e Gorghi Tondi è un'area naturale protetta situata nel comune di Mazara del Vallo, in provincia di Trapani ed è stata istituita nel 1998. Dal 2011 è riconosciuta zona umida.

## Storia
Sottoposta a tutela già nel 1981 dalla Regione Siciliana, diviene riserva naturale nel 1998. Il ministero dell'Ambiente nel luglio 2011 la riconosce anche zona umida tutelata ai sensi della Convenzione di Ramsar, insieme alle limitrofe paludi costiere di Capo Feto.
La Riserva fa anche parte del sito di interesse comunitario "Laghetti di Preola e Gorghi Tondi, Pantano Leone e Sciare di Mazara" (cod. SIC: ITA010005) e della zona di protezione speciale (cod. ZPS: ITA010031)

## Territorio
Si estende nel territorio del comune di Mazara del Vallo, in direzione di Torretta Granitola. Vi sono il Lago Preola, il Lago Murana e tre laghetti rotondeggianti di origine carsica, i Gorghi Alto, Medio e Basso.

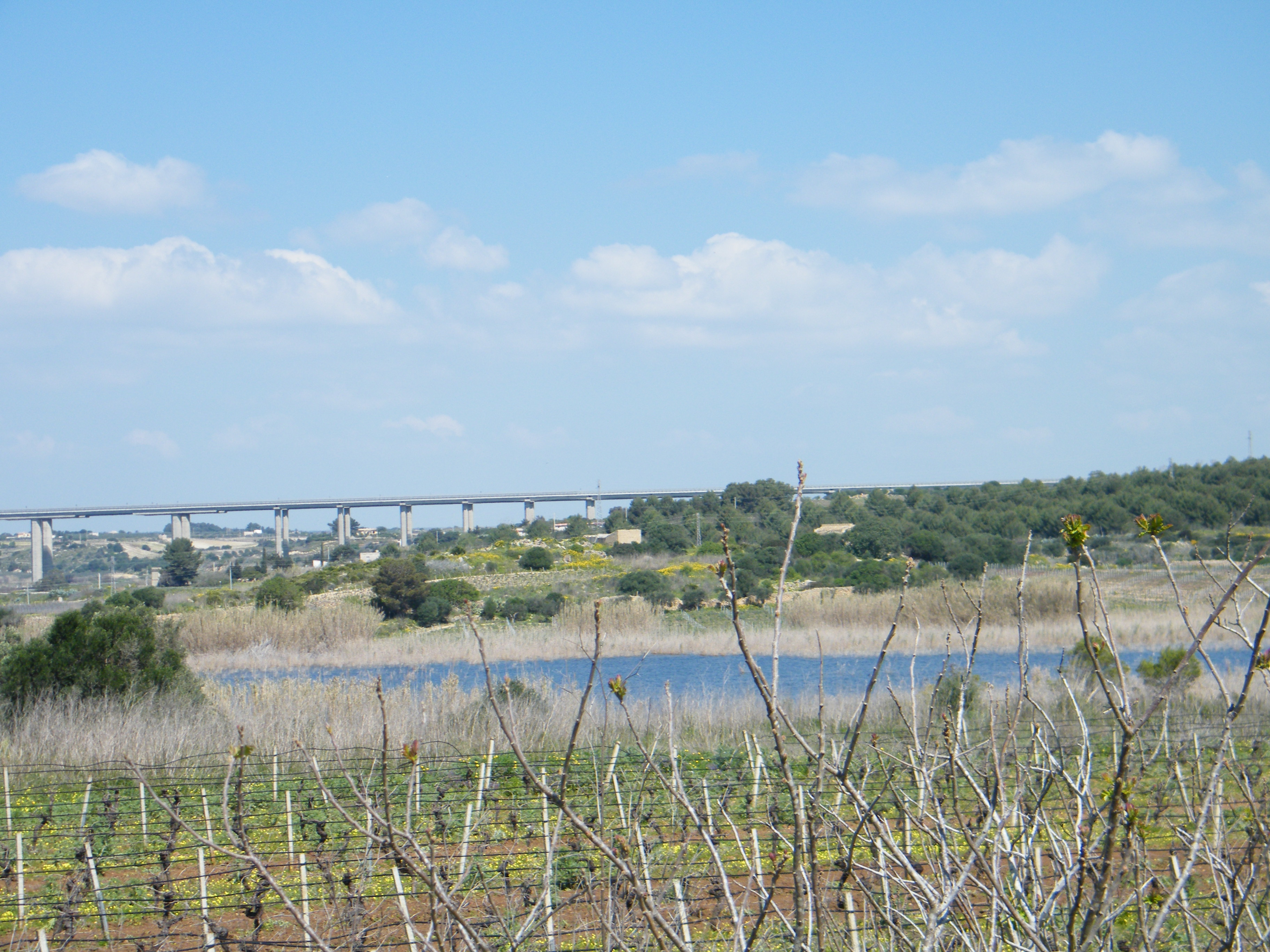
Lago Murana
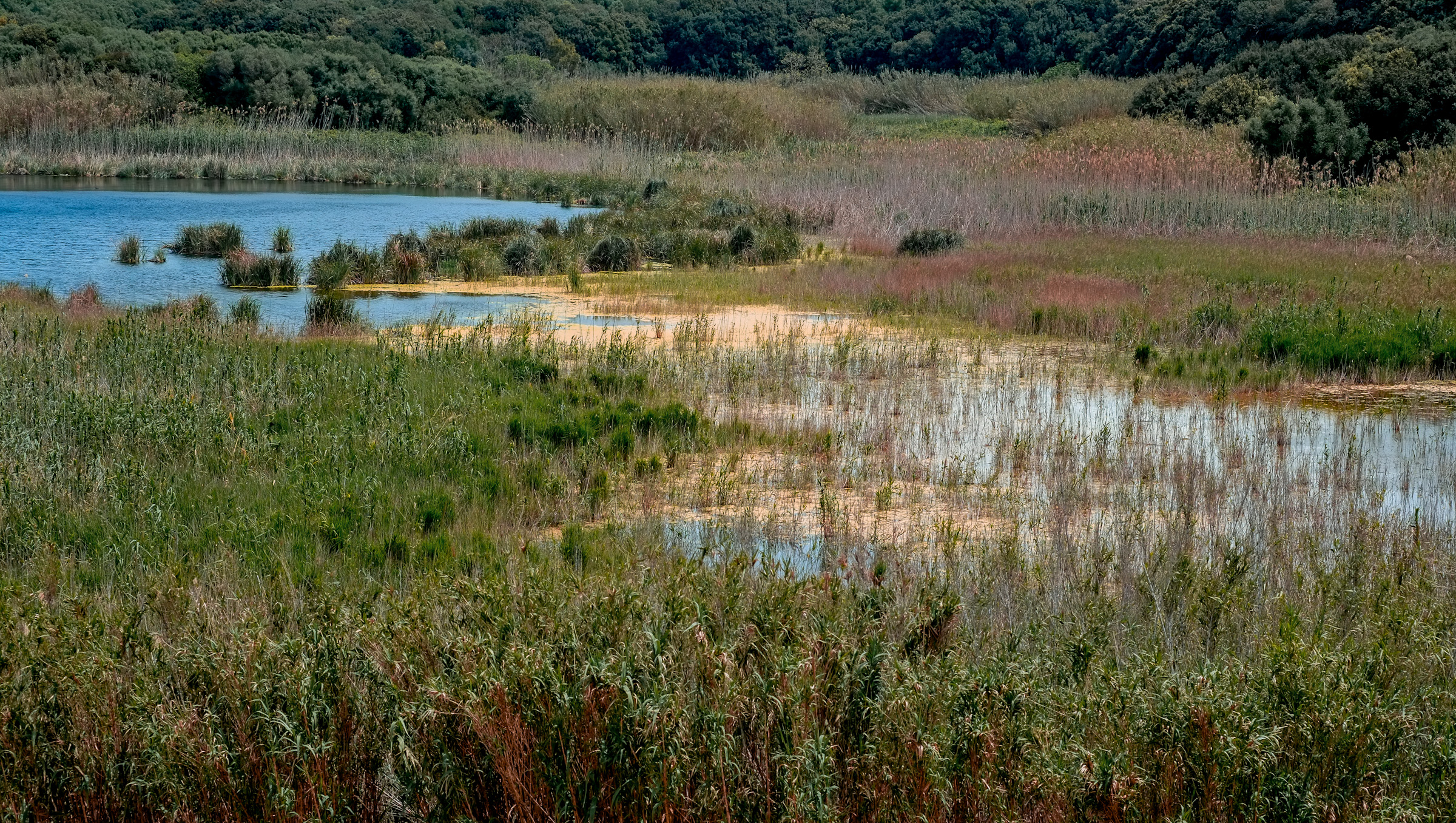
Gorghi Tondi
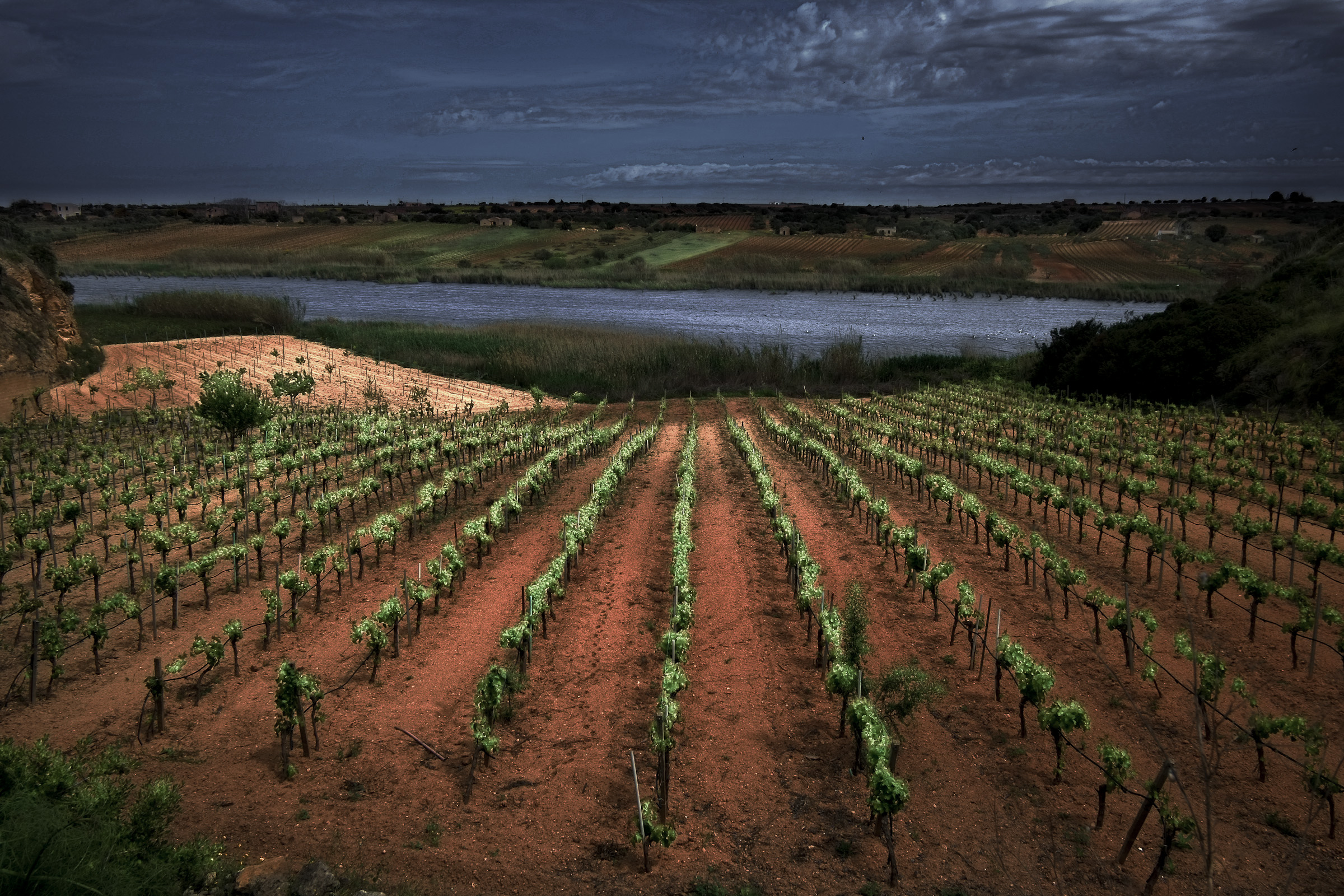
Lago Preola

## Flora
Sono presenti diverse specie di orchidee selvatiche, anemoni, asfodeli, margherite, tarassaco, la vedovina (Scabiosa atropurpurea) e la quercia spinosa (Quercus coccifera).

## Fauna

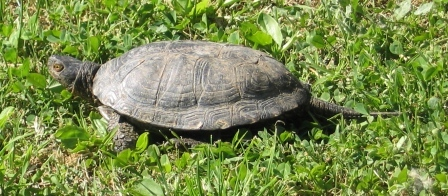
Emys trinacris

Presenti molte specie di avifauna acquatica. Vi stazionano il falco di palude, la poiana, il gheppio, l'upupa e nel Gorgo basso folaghe, gallinelle, germani reali, moriglioni, alzavole, tuffetti e marzaiole. Durante le migrazioni possono individuarsi il tarabusino, ma anche aironi rossi e aironi cinerini.
Tra i rettili va segnalata la presenza di una popolazione dell'endemica tartaruga palustre siciliana (Emys trinacris).

## Accesso
L'accesso alla riserva è dalla Strada Provinciale 66 o dalla Strada Provinciale 115 in località Gorghi Tondi nel comune di Mazara del Vallo.